# Dimitar Jakimov
Dimitar Nikolov Jakimov (bolgárul: Димитър Николов Якимов, Šlegovo, 1941. augusztus 12. –) bolgár válogatott labdarúgó.
A bolgár válogatott tagjaként részt vett az 1962-es, az 1966-os és az 1970-es világbajnokságon, illetve az 1960. évi nyári olimpiai játékokon.

## Sikerei, díjai
CSZKA Szofija
- Bolgár bajnok (7): 1960–61, 1961–62, 1965–66, 1968–69, 1970–71, 1971–72, 1972–73
- Bolgár kupa (6): 1961, 1965, 1969, 1972, 1973, 1974

Egyéni
- A bolgár bajnokság gólkirálya (1): 1970–71 (26 gól)